# كنوز القدس (كتاب)
كتاب كنوز القدس صدر بتمويل من (منظمة المدن العربية) وبالتعاون مع مؤسسة آل البيت في الأردن. وقد صدرت الطبعة الأولى عام 1403 هـ الموافق لعام 1983 م من 495 صفحة والكتاب من القطع الكبير وتجليده فخم. يحوي الكتاب موجز لتاريخ وجغرافيا القدس عبر العصور حتى تاريخ صدوره. وقد عدد بالتفصيل الموثق بالمراجع والصور لجميع منشآت القدس القديمة، خاصة وعامة، سواء سكنية أو تجارية أو حكومية أودينة إسلامية ومسيحية ويهودية. وقد استخدم فريق العمل في إعداد هذا الكتاب المرجعي 64 مصدرا عربيا وثمانية مصادر أجنبية، بالإضافة إلى أبحاثهم الميدانية وتصويرهم ل 273 أثرا وتسجيل ما يحتاج كل منها إلى ترميم أو صيانة أو إصلاح. وقد طبع الكتاب في مدينة ميلانو في إيطاليا في نوفمبر 1983 في مطبعة «ساغدوس بروغيريو SAGDOS, Brugherio» الصفحة 496 

## التأليف
قام بتأليفه مجموعة من المختصين وهم :
1. المهندس رائف يوسف نجم - جامعة اليرموك - مدير المكتب الهندسي وعضو لجنة إعمار المسجد الأقصى والصخرة المشرفة. كما قام بتنسيق المهام البحوث وجمع المعلومات وتأليف الكتاب.
2. الدكتور عبد الجليل عبد المهدي - الجامعة الأردنية - كلية الآداب
3. يوسف النتشة - دائرة أوقاف القدس - رئيس قسم الآثار
4. بسام الحلاق - دائرة أوقاف القدس - قسم الآثار
5. عبد الله كلبونة - دائرة أوقاف القدس - قسم الآثار

## التصوير
قام بتصوير الآثار :
1. عبد الله العزة
2. كمال المنير

## مقدمات الكتاب
ثلاثة كتبوا في مقدمة الكتاب كانوا بالترتيب :
1. الدكتور ناصر الدين الأسد رئيس المجمع الملكي لبحوث الحضارة الإسلامية (مؤسسة آل البيت)
2. عبد العزيز العدساني أمين عام منظمة المدن العربية
3. رائف نجم المنسق في عملية تأليف الكتاب.